# Nathan Sanford
Nathan Sanford foi um político estadunidense, que serviu como senador de Nova Iorque por dois mandatos, pela primeira vez em 1815 até 1821, e pela segunda vez em 1826 até 1831. Foi o running mate de Henry Clay na eleição presidencial de 1824.